# ديف بيكر (لاعب كرة قاعدة)
ديف بيكر (بالإنجليزية: Dave Baker)‏ هو لاعب كرة قاعدة أمريكي، ولد في 25 نوفمبر 1956 في لاكونا في الولايات المتحدة.

## وصلات خارجية
- ديف بيكر على موقعبيزبول رفرنس.كوم (الدوري الرئيسي) (الإنجليزية)
- ديف بيكر على موقع مشجعي الرسوم البيانية (الإنجليزية)